# Antônio Machado Lima
Antônio Machado Lima (Paranaguá, 1825 - Campo Largo (Paraná), 1892) foi um padre católico e político brasileiro filiado ao Partido Conservador.
Era parente distante do padre Agostinho Machado Lima.
Em 1857 foi vigário em Guaratuba. Foi pároco em Palmeira de 1859 a 1866. De 1877 a 1892 foi vigário em Campo Largo. Chegou a ser inspetor literário em Campo Largo em 1892. Na política, foi eleito deputado provincial assumindo em 1874 e ficando no cargo até 1875.
Entre suas contribuições para a literatura paranaense, destaca-se um memorial que escreveu referente a Vila de Campo Largo, descrevendo o histórico dela, desde o seu povoamento até 31 de janeiro de 1879.